# Maria Hämmerli
Maria Alexandrova Hämmerli (* 18. Juli 1986 in Moskau) ist eine schweizerisch-russische Ingenieurin und Forscherin im Bereich Elektrotechnik mit Spezialgebiet Lichtquanten.

## Leben
Maria Hämmerli schloss ihr Masterstudium 2010 am Moskauer Institut für Physik und Technologie (MFTI) mit einer Forschungsarbeit zur Quantenelektronik ab. Anschliessend arbeitete sie als Research Assistent und PhD-Student an der ETH Zürich. 2015 promovierte sie zum Doctor of Philosophy (PhD), Electrical and Electronics Engineering. Ihre Dissertation zum Thema «Development and Optimization of High-Speed InP/GaAsSb Double Heterojunction Bipolar Transistors», erbrachte einen Durchbruch bei der Transistor-Miniaturisierung.

## Wirken
Nach ihrer Tätigkeit als Forschungs- und Entwicklungsingenieur bei ABB Schweiz wirkt sie heute als Forscherin und Abteilungsleiterin bei Albis Optoelectronics in Rüschlikon, Schweiz. Ihr Forschungsprojekt «Four-quadrant inGaAs avalanche photodiodes for LEO dirct-to-Earth optical ground station» wurde 2023 von der Europäischen Weltraumorganisation (ESA) zur Realisierung angenommen.
Maria Hämmerli ist verheiratet und hat zwei Töchter.